# 舟坪站
舟坪站（：／ Jupyeong yeok */?）是聞慶線沿線的一座鐵路車站，位於韓國庆尚北道聞慶市新機洞，目前實質上處於廢站狀態。

## 历史
- 1956年1月11日 - 落成使用。

## 相鄰車站
韓國鐵道公社
慶北線
店村－舟坪－鎮南